# SN 2008ha
SN 2008ha — сверхновая звезда неизвестного типа, вспыхнувшая 7 ноября 2008 года в галактике UGC 12682, которая находится в созвездии Пегаса.

## Характеристики
Сверхновая была открыта, пожалуй, самым юным астрономом в истории — четырнадцатилетней Кэролайн Мур. Работая в Группе поиска сверхновых обсерватории Пакетта (англ. Puckett Observatory Supernova Search Team) на протяжении нескольких месяцев, в ноябре 2008 года она обнаружила на снимках нечто странное. Сделав телефонный звонок в секретариат Международного астрономического союза, она сообщила о возможном открытии сверхновой. Последующие наблюдения показали, что SN 2008ha относится к неизвестному классу вспышек сверхновых. Период яркости не превысил 10 суток, что похоже на SN 2002cx-подобные объекты (до 15 суток длительности вспышки). Ультрафиолетовая, оптическая и инфракрасная фотометрия показала, что вспышка была чрезвычайно тусклой для такого рода события. Болометрическая светимость позволила определить интенсивность вспышки на пике — около (9,5 ± 1,4)⋅1040 эрг/с. Во время взрыва образовалось (3,0 ± 0,9)⋅10−3 M⊙ изотопа 56Ni. Кинетическая энергия взрыва составляла 2⋅1045 эрг, во внешнее пространство было выброшено около 0,15 M⊙ звёздного вещества.
В рамках проведения Международного года астрономии, корпорация iOptron (Бостон, США), наградила Кэролайн почётным званием Самого молодого астронома года.